# Cobres (cratera)
Cobres é uma cratera marciana. Tem como característica 94 quilômetros de diâmetro. Deve o seu nome a Cobres, uma vila na Argentina.